# 岡田義德
岡田義德（日语：／ Okada Yoshinori，1977年3月19日—），日本男演員，岐阜県揖斐郡大野町出身。所屬事務所Amuse。他在日本戲劇圈以出色的綠葉角色為人所知，其胞姊岡田理江同為演員。
1997年，岡田以電影《純愛手札》中的演出獲得第21回日本電影金像獎新人獎。
2018年元旦宣布與田畑智子結婚。

## 電視劇
- 遺留捜査第3季（2013年4月17日 - 2013年6月12日，朝日電視台）- 二宮功一
- 監察醫 朝顏 第5話（2019年8月12日，富士電視台） - 中島雄平
- 夏洛克：未敘之章 第3話（2019年10月21日，富士電視台）- 古田和人
- BG～身邊警護人～ 第4話（2020年7月9日，朝日電視台） - 生田大輔
- 大豆田永久子與三個前夫 第1話 - 第5話（2021年4月13日 - 5月11日，關西電視台・富士電視台） - 出口俊朗
- 鴉色刑事組 第3話（2021年4月19日，富士電視台） - 藤代省吾
- 偵探☆星鴨（2021年4月27日 - 6月29日，日本電視台） - 搜田一
- Prism（2022年7月12日 - 9月13日，NHK綜合台） - 水川信爾
- 競爭的維護者 第1話・第4話・第5話・第10話（2022年7月11日・8月1日・8月8日・9月12日，富士電視台） - 柴野竜平
- 通往內心的橋 -兒童心理診所- 第2話・第5話・最終話（2023年1月27日・2月17日・3月10日，朝日電視台）- 滝川治
- 風間公親－教場0－ 第10話（2023年6月12日，富士電視台）- 仁谷繼秀